# لومپیاکه
لومپیاکه (به اسپانیایی: Lumpiaque) یک دهستان در اسپانیا است که در استان ساراگوسا واقع شده‌است. لومپیاکه ۲۹ کیلومتر مربع مساحت و ۹۰۰ نفر جمعیت دارد.